# Delazon Smith

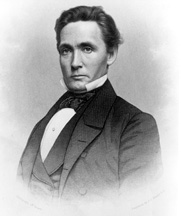
Delazon Smith

Delazon Smith (* 5. Oktober 1816 in New Berlin, Chenango County, New York; † 19. November 1860 in Portland, Oregon) war ein US-amerikanischer Politiker der Demokratischen Partei. Er war einer der beiden ersten US-Senatoren für den Bundesstaat Oregon.
Nach dem Abschluss am Oberlin College in Ohio im Jahr 1837 begann Delazon Smith ein Jura-Studium und wurde danach in die Anwaltskammer aufgenommen. Im Anschluss wechselte er ins Zeitungsgewerbe. 1838 rief er in Rochester den New York Watchman ins Leben, für den er zwei Jahre lang als Redakteur tätig war. In gleicher Funktion arbeitete er für den True Jeffersonian und den Western Herald, ehe er 1941 die Zeitung Western Empire in Dayton begründete.
Sein erstes öffentliches Amt bekleidete Smith als Sonderbevollmächtigter der Vereinigten Staaten in Ecuadors Hauptstadt Quito zwischen 1842 und 1845. Nach seiner Rückkehr zog er zunächst ins Iowa-Territorium, später dann ins Oregon-Territorium, wo er ab 1852 den Oregon Democrat herausgab. 1854 wurde er in das territoriale Repräsentantenhaus gewählt, wo er das Linn County vertrat. Dort war er zwischen 1855 und 1856 der Speaker der Parlamentskammer.
Als der Beitritt Oregons zu den Vereinigten Staaten bevorstand, nahm Smith 1857 als Delegierter am Verfassungskonvent des künftigen Bundesstaats teil. Nach der Aufnahme in die Union als 33. Bundesstaat wurden er und Joseph Lane zu den beiden ersten US-Senatoren gewählt. Smith trat sein Amt am 14. Februar 1859 an, verließ den Kongress nach missglückter Wiederwahl jedoch bereits am 3. März desselben Jahres wieder. Er kehrte nach Oregon zurück, wo er im Jahr darauf starb.